# Ombelico

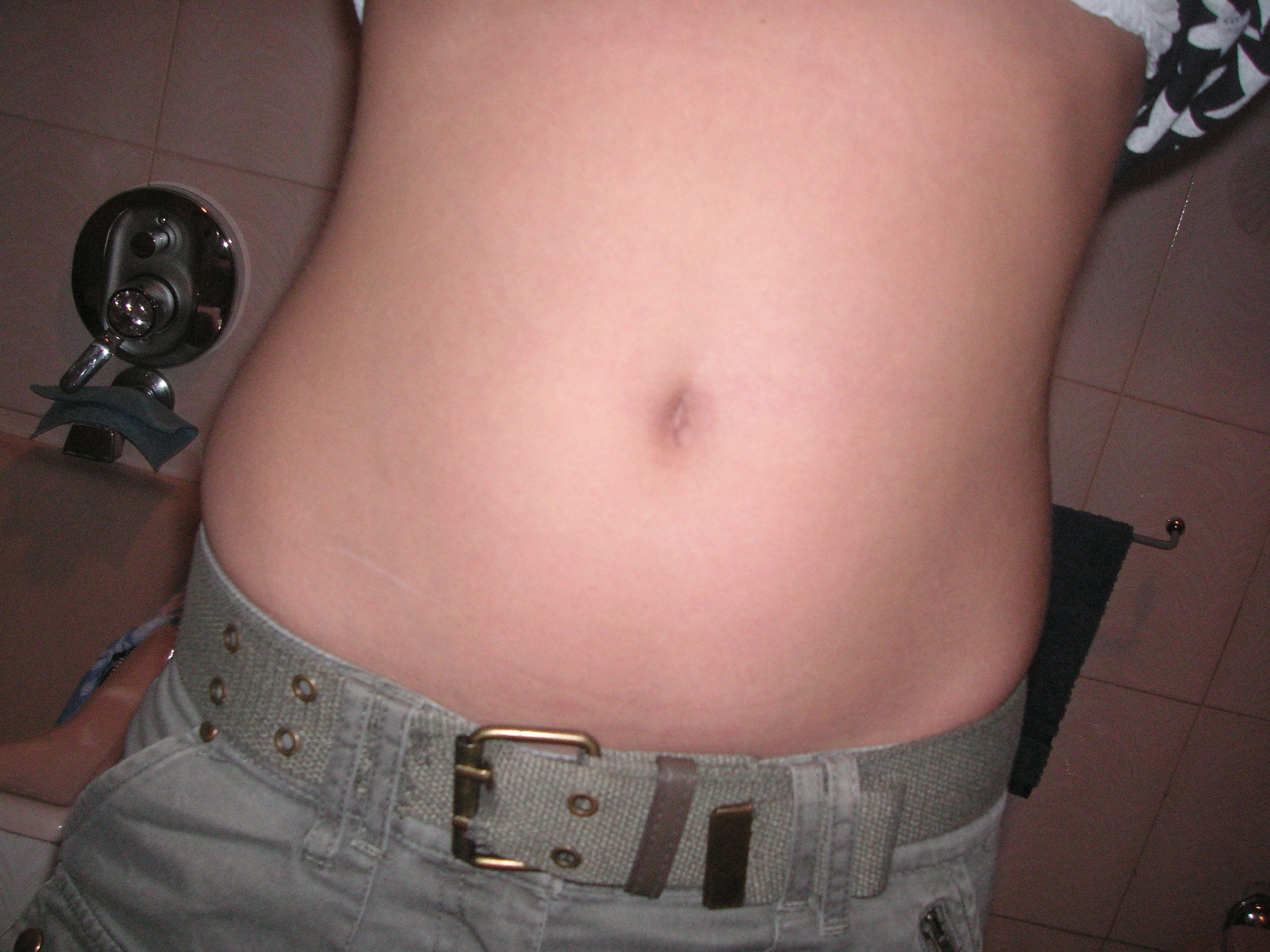
Ombelico incavato

L'ombelico è ciò che nei mammiferi risulta definitivamente visibile sul ventre in seguito alla cicatrizzazione e quindi al distacco del moncone del cordone ombelicale che, nelle fasi successive al parto, subisce una recisione, naturale o imposta, per intervento della madre animale o umana o di altri soggetti che la dovessero eventualmente assistere.
La sua forma e dimensione dell'ombelico viene determinata dal successivo processo di cicatrizzazione dei tessuti.
Posto tra i due muscoli retti dell'addome, a esso è ancorato il fegato mediante il legamento rotondo, vestigia della vena ombelicale che, dalla placenta, assieme alle due arterie presenti nel cordone ombelicale, permetteva al circolo sanguigno del feto di ottenere ossigeno e nutrienti dalla madre attraverso la placenta fino al momento della nascita e all'inizio della respirazione polmonare autonoma.

## Come si forma l'ombelico
L'ombelico si forma tramite un processo abbastanza lento di cicatrizzazione.
In uno dei possibili scenari di parto assistito secondo prassi ospedaliera, dopo il parto, il cordone ombelicale viene "clampato" (afferrato, chiuso) tra due pinze e reciso con una forbice, con la parte residua che resta chiusa da una pinza o molletta fino a sua completa cicatrizzazione.
In natura invece, subito dopo la nascita, si ha dapprima la cessazione degli scambi di ossigeno ed elementi nutritivi attraverso il cordone ombelicale, quindi esso lentamente si svuota e "appassisce“ così come accade alla placenta dopo il secondamento. A quel punto può aversi una recisione naturale per via della diminuita resistenza meccanica del cordone stesso, o come avviene negli animali, poiché immediatamente dopo il secondamento la madre divora la placenta stessa proseguendo con il cordone ombelicale "appassito" fino a giungere a poca distanza dal ventre del neonato, cui a quel punto rimane solo un esile monconcino scuro lungo pochi centimetri e che rapidamente si asciuga senza alcun ulteriore intervento meccanico.
Il moncone ombelicale per cadere deve essiccarsi, quindi è buona norma non inumidirlo in continuazione, ma cambiare solo la garza sterile con cui eventualmente lo si fosse racchiuso.
Il moncone dal colore grigio, diventerà bruno o verde poiché sta essiccandosi.
Quando il moncone sarà totalmente secco, si staccherà spontaneamente dall'addome del neonato.

## Estetica
L'ombelico varia da persona a persona. La sua forma e dimensione non costituiscono però un carattere genetico e, quindi, il suo aspetto può essere utilizzato per distinguere due gemelli monozigoti.

### Incavato o sporgente

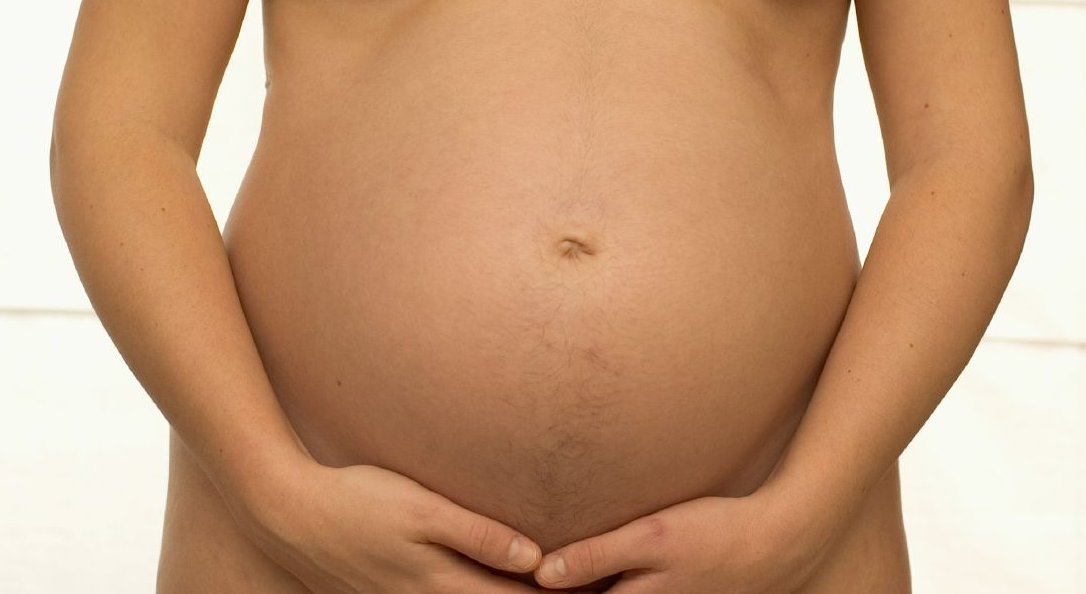
Ombelico in una donna incinta

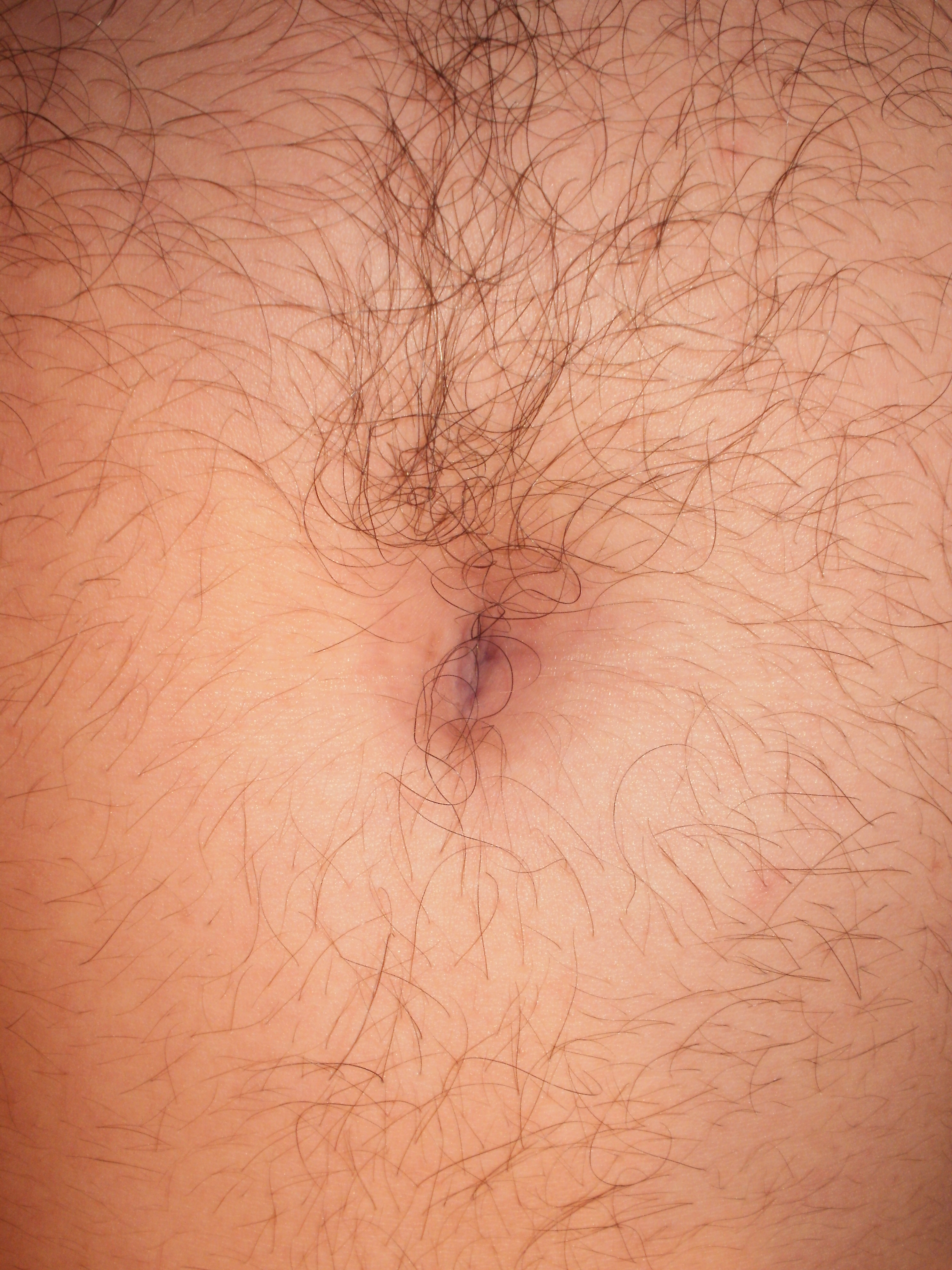
Ombelico maschile incavato

L'ombelico è prima di tutto rilevabile in due aspetti:
- incavato
- pronunciato

Nel primo caso l'ombelico appare come una depressione, e visto da lontano dà l'impressione di un foro. È l'ombelico più comune sia nelle donne che negli uomini.
Nel secondo caso, piuttosto raro, un pezzo del cordone ombelicale tende a fuoriuscire dalla sua cavità. 
Questo ombelico si può incontrare facilmente nei bambini nei primi anni di vita, per poi rientrare autonomamente con il corso degli anni.
Nelle donne in gravidanza tuttavia, a partire dal sesto mese l'ombelico tende all'eversione dalla sua cavità a causa della pressione del feto sul ventre, per poi rientrare normalmente dopo il parto.

### Il bordo
Il bordo è la parte esterna dell'ombelico che introduce al fondo.
Generalmente su questa parte vengono applicati i piercing.
Questa parte può essere di due tipi:
- liscia
- striata

Il tipo striato è molto comune e si rappresenta con delle piccole torsioni all'inizio e all'interno dell'ombelico.

### Il fondo dell'ombelico
Il fondo dell'ombelico è la parte meno visibile (nelle persone con ombelico incavato) ma la più delicata in quanto comunica direttamente con milza, stomaco e fegato.
Anche qui si sono rilevati dei gruppi estetici scoprendo che in alcuni tipi il fondo si rappresenta liscio oppure con dei solchi evidenziati oppure lievi.
Le torsioni sono delle piccole righe verticali che giacciono sul fondo dell'ombelico. Questo fenomeno dipende sempre dalla cicatrizzazione dei tessuti.

### Il nodo

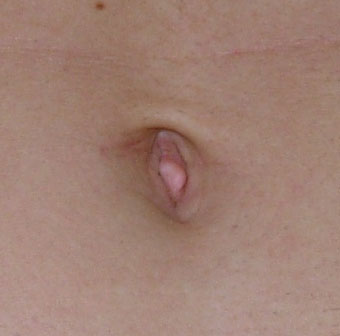
Il nodo nell'ombelico

Il nodo è la parte centrale del fondo. Non compare in tutti i soggetti.
Ha la dimensione di un neo di forma media e talvolta può essere sporgente.

### La forma
Esistono sempre nuove forme per quanto riguarda l'ombelico. Le più conosciute sono:
- rotondo: detto anche "l'ombelico perfetto", solo pochi soggetti lo possiedono.
- ovale: è l'ombelico più comune.
- a mandorla: la sua forma ricorda, appunto, quella di una mandorla.
- a cappuccio: la parte superiore del cratere è abbassata.
- a filo: dà l'impressione di un taglio verticale sull'addome. Poiché è molto stretto, il fondo di questo ombelico non è mai visibile. Questo caso è molto raro.

### La profondità
La profondità dell'ombelico si può suddividere in tre categorie:
- nessuna: in questo caso l'ombelico è sporgente;
- media: il fondo dell'ombelico appare subito dopo il cratere;
- massima: il fondo dell'ombelico è ben nascosto e non si nota quasi mai. Questa profondità è la più frequente;

### La dimensione
L'ombelico può apparire in varie dimensioni; quando è troppo dilatato, esso può apparire sproporzionato rispetto al proprio corpo.
È possibile ricorrere a questi interventi attraverso l'ombelicoplastica.

### Il colore
Solitamente il colore dell'ombelico s'intona con quello della pelle del resto del corpo.
In alcuni soggetti però il colore può variare dal rosso, marroncino, marrone tendente al nero oppure verdastro.

## Piercing dell'ombelico
Su un uso storico ed etnografico in merito al piercing dell'ombelico mancano fonti affidabili. Le notizie su tale pratica nella storia sono infatti per lo più infondate e basate sul mito creato da Doug Malloy nel suo pamphlet, ampiamente screditato, Body & Genital Piercing in Brief.
Al giorno d'oggi il piercing all'ombelico è una delle forme di piercing più comuni, diffuso a partire dagli anni novanta del XX secolo anche grazie all'esibizione di tale tipo di modificazione corporea da parte di varie celebrità del mondo della musica, dello spettacolo e della moda.

## La chirurgia estetica
Oggi, grazie alla chirurgia estetica, è possibile modificare la forma, l'aspetto e la dimensione del proprio ombelico: si tratta dell'"ombelicoplastica".
L'intervento all'ombelico viene eseguito in anestesia locale e può durare dai 20 minuti ai 30 minuti.

### Le correzioni per un ombelico più rotondo
Se l'ombelico è "a mandorla" si può operare per farlo diventare più rotondo.
Vengono asportate due strisce di cute (sopra, sotto o destra, sinistra a seconda dei casi).
L'ombelico apparirà quindi in una forma più tonda.
Alla fine dell'intervento il chirurgo con piccole strisce di cerotto chiude i punti e chiude l'intera parte con un tampone di garza sterile.

### Le correzioni per un ombelico più piccolo
Per rimpicciolire un ombelico grande si effettua un'incisione attorno alla circonferenza dell'ombelico, si asporta un piccolo anello di cute e poi si stringe mediante una sutura continua.
Poi si tira il filo e l'ombelico si rimpicciolisce fino alla dimensione desiderata. Il bordo dell'ombelico, nel corso della cicatrizzazione, assume un contorno irregolare che è simile a quello naturale.
Alla fine si applicano strisce di cerotti e una garza sterile.

### Le correzioni per un ombelico più incavato
Se l'ombelico è sporgente, quest'ultimo si può correggere asportando la pelle in eccesso tramite un potente laser che è in grado di vaporizzare la cute al momento del suo passaggio.
Alla fine, si medica il tutto con garza sterile e cerotto.

### Le correzioni per un ombelico più grande
Per ultimo, è possibile anche ingrandire un ombelico piccolo: dopo aver inciso la forma desiderata, si applica un tappo in silicone (modellato) sull'incisione.
Questo è l'unico intervento che non necessita di punti.
Infatti, dopo che il tappo è stato fissato con il tampone di garza sterile, dopo la cicatrizzazione il tappo viene tirato, asportando così anche il pezzo di tessuto che rendeva l'ombelico più piccolo.

### I tempi di guarigione
Prima di chiarire i tempi di guarigione è opportuno sapere che dovranno essere necessariamente assunti, dopo l'intervento, dei medicinali antinfiammatori e un antibiotico (4 - 5 giorni).
Per quanto riguarda i tempi di guarigione, avviene, per tutti i casi, nel giro di 14 o 15 giorni, fatta eccezione l'intervento per l'ombelico sporgente effettuato con il laser: esso infatti richiede solo 7 giorni.

## Erotismo
L'ombelico è una zona erogena.
Molti infatti (di ambo i sessi), sono attratti dall'ombelico femminile e fin dall'antichità l'ombelico è stato considerato come una delle principali zone che esaltavano la femminilità umana (basti pensare al Cantico dei cantici, alla danza del ventre, alle danze polinesiane e alla cultura indiana secondo la quale l'energia femminile denominata shakti risiede proprio all'interno dell'ombelico, a tal proposito si ricorda il fatto che è uso e costume fra le donne indiane incastonare monili o gioielli – tecnica differente dal piercing in quanto non c'è perforazione della pelle – all'interno dell'ombelico proprio per esaltare tale parte che viene esposta spesso grazie alla conformazione del sari). Recenti studi affermano che l'ombelico femminile possa essere utilizzato come indicatore dello stato di salute genetico di una persona oltre che come segno di predisposizione alla gravidanza: la preferenza delle persone sarebbe maggiore (ma non assoluta) nei confronti degli ombelichi femminili a forma di ovale verticale e per quelli a forma di T proprio perché sarebbero un segno di fertilità.
A volte la moda femminile dell'ombelico scoperto è giudicata pericolosa per la salute o volgare.